# レイランド・ロードランナー
ロードランナー（Roadrunner ）は、かつてレイランドが販売していた貨物自動車で、当時レイランドが掲げていたT45プロジェクトの最後の車種である。
レイランドDAF発足後(1987年-)は、DAF・600/800/1000シリーズとして大陸ヨーロッパで販売された。

## 概要
1984年に発売されたロードランナーは、フォード・カーゴ（1981年発売）の競合車として開発され、1960年代の設計に基づいていたレイランド・スーパーGに取って代わられた。
ロードランナーは当初、ポスターや商用車の雑誌、テレビスポットでの大規模な広告キャンペーンで集中的に宣伝され、モダンなデザイン、経済性、クラス最高のペイロードの基準が評価され、すぐに国内市場のマーケットリーダーになった。
ロードランナーの系譜は45/55、LFと続いており、ロードランナーの築き上げた地位は今日まで引き継がれている。

## レイランドDAF・45/DAF・45（1990-1993）
1990年、レイランドDAFはモデルの範囲を合理化した。ロードランナーは、インテリアとエクステリアのデザインに一部変更を実施。加えて車名も変更し、レイランドDAF・45またはDAF・45と名乗るようになった。
エンジン系では、カミンズ製Bシリーズエンジンのインタークーラー仕様が180馬力に高出力化。全車、Euro1排出ガス基準に対応するBosch噴射システムが装備されていた。これらのエンジンは全てターボチャージャー付。1993年末に生産を停止し、DAF・45/55が後継車となった。

## 車名の由来
ロードランナーは、北米大陸南部に生息するオオミチバシリ（英名:Greater roadrunner）のこと。
クライスラー（現:フィアット・クライスラー・オートモービルズ）がプリムスブランドで販売していたマッスルカー「ロードランナー」との関係は無い。また綴りは、プリムス製はRoad Runnerなのに対しレイランド製はRoadrunnerである。